# 테플리체구

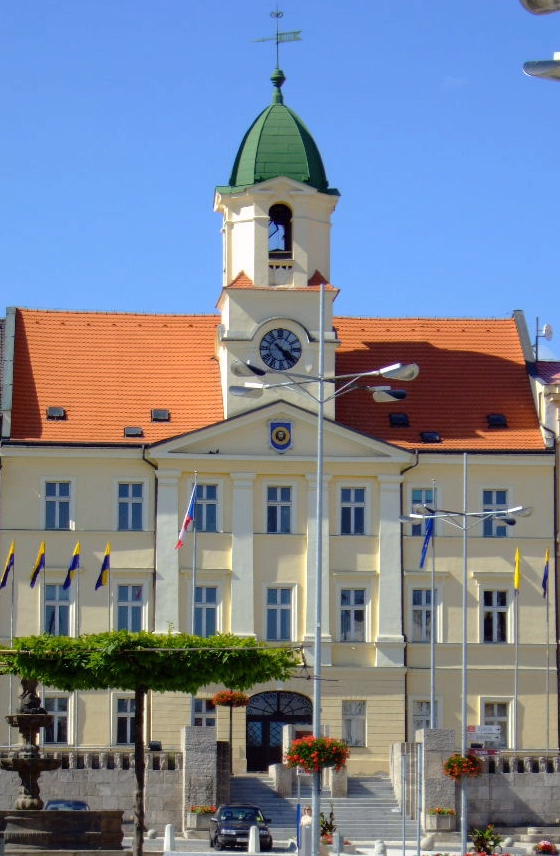
테플리체구의 행정 중심지인 테플리체 시청

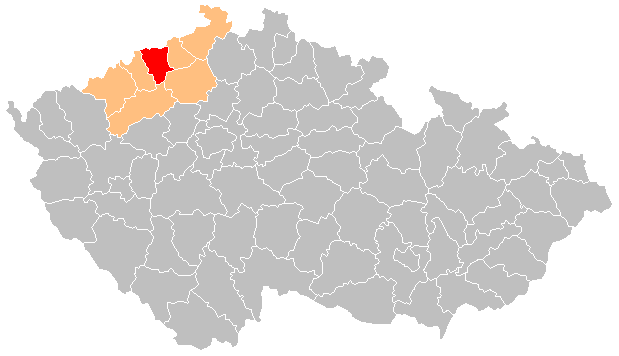
테플리체구의 위치

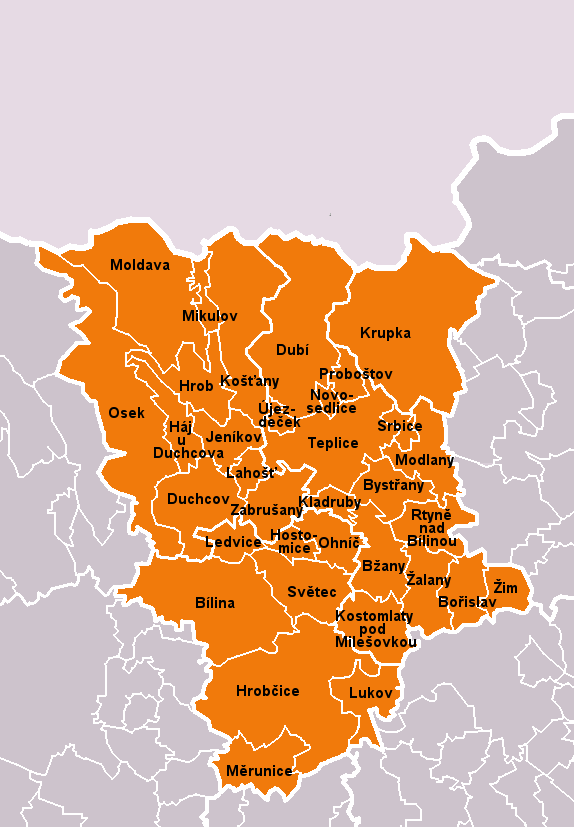
테플리체구가 관할하는 지방 자치체

테플리체구(체코어: Okres Teplice)는 체코 우스티주를 구성하는 7개 구 가운데 하나로 행정 중심지는 테플리체이며 면적은 469.27km2, 인구는 128,610명(2019년 1월 1일 기준), 인구 밀도는 270명/km2이다.
우스티주 중부에 위치하며 34개 지방 자치체(10개 시, 24개 마을)를 관할한다. 우스티주 모스트구, 로우니구, 리토메르지체구, 우스티나트라벰구와 접하며 북서쪽으로는 독일과 국경을 접한다.